# Grote Prijs Jef Scherens 2006
Il Grote Prijs Jef Scherens 2006, quarantesima edizione della corsa, valido come evento dell'UCI Europe Tour 2006, si svolse il 3 settembre 2006 per un percorso di 183,3 km. Fu vinto dal tedesco Marcel Sieberg, che giunse al traguardo in 4h 25' 15" alla media di 41,46 km/h.
Furono 33 i ciclisti che portarono a termine la competizione.

## Ordine d'arrivo (Top 10)
| Pos. | Corridore         | Squadra         | Tempo    |
| ---- | ----------------- | --------------- | -------- |
| 1    | Marcel Sieberg    | Wiesenhof       | 4h25'15" |
| 2    | Dirk Müller       | Sparkasse       | a 14"    |
| 3    | Sergej Lagutin    | Navigators Ins. | s.t.     |
| 4    | Frédéric Amorison | Landbouwkrediet | s.t.     |
| 5    | Danilo Hondo      | Lamonta         | a 40"    |
| 6    | Johan Coenen      | Unibet.com      | a 46"    |
| 7    | Robert Retschke   | Wiesenhof       | s.t.     |
| 8    | Nico Sijmens      | Landbouwkrediet | s.t.     |
| 9    | Bert Scheirlinckx | Jartazi         | s.t.     |
| 10   | William Bonnet    | Crédit Agricole | s.t.     |